# 鶴ヶ嶺道芳
鶴ヶ嶺 道芳（つるがみね みちよし、1912年1月17日 - 1972年3月18日）は、鹿児島県熊毛郡中種子町出身で井筒部屋に所属した大相撲力士。本名は下家 道義。最高位は東前頭2枚目（1942年5月場所）。得意手は左四つ、吊り、櫓投げ。現役時代の体格は188cm、101kg。引退後は井筒部屋を経営し、多くの力士を育てた。

## 来歴
1931年5月場所、井筒部屋から「種子ヶ島」の四股名で初土俵をふむ。相星（4勝4敗）は一度あるが負け越し無しで順調に昇進を重ね、1934年1月場所に新十両。この時「星甲」を名乗る。種子ヶ島、星甲の四股名はともに先代井筒の横綱・2代西ノ海（西ノ海も鶴ヶ嶺同様種子島出身）が若き日に名乗った名で、星甲は師匠から受け継いだものでもあった。1937年5月場所に入幕、翌場所から鶴ヶ嶺と改名した。左四つからの櫓投げや吊りには力があったが、いかんせん最盛期でも100キロそこそこ、四股名に掛けて「やせて鶴のようだ」と喩えられるほど典型的なそっぷ型であったのが、三役昇進を果たせなかった理由でもあった。それでも、1942年1月場所には、初日に大関・前田山を、5日目には4連勝中の横綱・男女ノ川を倒す殊勲の星をあげた。男女ノ川との対戦成績は2勝2敗と互角だった。
1944年、師匠が亡くなった際には二枚鑑札も検討されたが、結果としては認められず部屋力士は双葉山道場に身を寄せた。1947年6月場所限りで引退するとすぐに井筒部屋を再興した。そういういきさつもあって、双葉山道場所属の時期にも、立浪部屋の力士との対戦をしている。年寄井筒としては、関脇・鶴ヶ嶺をはじめ、星甲、大雄、錦洋などの力士を育て、時津風一門の有力部屋とした。相撲協会の運営面でも時津風理事長の補佐役として期待されていたが、不幸にも病に倒れ、その後は療養中心の年寄生活となったため協会で手腕を発揮する機会には恵まれなかった。勝負検査役を務めたが、病気のため1966年参与に退き、1971年の九州場所中に倒れ、1972年3月18日、脳軟化症のため福岡市の三信会病院で死去。60歳没
実弟の下家時久も井筒部屋に入門、薩摩洋時久と名乗って、1942年1月場所、十両に昇進、1場所限りではあったが、兄弟同時関取をなしとげた。
また、息子の義久はベースボール・マガジン社発行の雑誌『相撲』の編集長をつとめた。

## 主な成績
- 幕内成績：181勝196敗24休 勝率.480
- 幕内成績：99勝139敗24休 勝率.416
- 現役在位：36場所
- 幕内在位：20場所
- 金星：2個（男女ノ川2個、1940年5月場所7日目、1942年1月場所5日目）

### 場所別成績
| 1931年 （昭和6年） | x                  | x                  | （前相撲）               | 序ノ口 6–0        |
| 1932年 （昭和7年） | 西三段目38枚目 4–4 | 西三段目38枚目 7–3 | 東三段目9枚目 7–4        | 東三段目9枚目 7–4 |
| 1933年 （昭和8年） | 東幕下12枚目 6–5   | x                  | 西幕下8枚目 8–3          | x                 |
| 1934年 （昭和9年） | 東十両12枚目 5–6   | x                  | 東十両13枚目 6–5         | x                 |
| 1935年 （昭和10年） | 西十両8枚目 6–5    | x                  | 東十両5枚目 6–5          | x                 |
| 1936年 （昭和11年） | 西十両3枚目 5–6    | x                  | 東十両7枚目 7–4          | x                 |
| 1937年 （昭和12年） | 東十両2枚目 8–3    | x                  | 東前頭13枚目 6–7         | x                 |
| 1938年 （昭和13年） | 西前頭14枚目 8–5   | x                  | 西前頭8枚目 5–8          | x                 |
| 1939年 （昭和14年） | 西前頭13枚目 7–6   | x                  | 東前頭11枚目 6–9         | x                 |
| 1940年 （昭和15年） | 東前頭12枚目 8–7   | x                  | 東前頭4枚目 5–10 ★       | x                 |
| 1941年 （昭和16年） | 西前頭5枚目 1–14   | x                  | 西前頭16枚目 10–5        | x                 |
| 1942年 （昭和17年） | 東前頭5枚目 8–7 ★  | x                  | 東前頭2枚目 5–10         | x                 |
| 1943年 （昭和18年） | 西前頭9枚目 5–10   | x                  | 東前頭9枚目 7–8          | x                 |
| 1944年 （昭和19年） | 西前頭5枚目 0–8–7  | x                  | 東前頭16枚目 2–8         | 東前頭19枚目 5–5  |
| 1945年 （昭和20年） | x                  | x                  | 西前頭10枚目 4–3         | 西前頭9枚目 0–3–7 |
| 1946年 （昭和21年） | x                  | x                  | x                        | 西張出前頭 7–6    |
| 1947年 （昭和22年） | x                  | x                  | 東前頭13枚目 引退 0–0–10 | x                 |
| 各欄の数字は、「勝ち-負け-休場」を示す。 優勝 引退 休場 十両 幕下 三賞：敢=敢闘賞、殊=殊勲賞、技=技能賞 その他：★=金星 番付階級：幕内 - 十両 - 幕下 - 三段目 - 序二段 - 序ノ口 幕内序列：横綱 - 大関 - 関脇 - 小結 - 前頭（「#数字」は各位内の序列） |                    |                    |                          |                   |

### 幕内対戦成績
| 力士名 | 勝数 | 負数 | 力士名         | 勝数 | 負数 | 力士名       | 勝数 | 負数 | 力士名         | 勝数 | 負数 |
| ------ | ---- | ---- | -------------- | ---- | ---- | ------------ | ---- | ---- | -------------- | ---- | ---- |
| 青葉山 | 1    | 1    | 安藝ノ海       | 0    | 9    | 綾川         | 1    | 0    | 綾錦           | 1    | 0    |
| 綾昇   | 3(1) | 5(1) | 綾若           | 1    | 3    | 一渡         | 3    | 0    | 五ツ嶋         | 1    | 5    |
| 射水川 | 1    | 1    | 因州山         | 0    | 1    | 大起(穂波山) | 1    | 0    | 大浪           | 1    | 0    |
| 大ノ森 | 2    | 3    | 海光山         | 0    | 1    | 笠置山       | 1    | 8    | 鹿嶋洋(鹿島洋) | 2    | 7    |
| 九州山 | 2    | 2    | 清美川         | 2    | 4    | 駒ノ里       | 3    | 1    | 相模川         | 4    | 3    |
| 櫻錦   | 5    | 1    | 汐ノ海         | 1    | 1    | 四海波       | 3    | 0    | 鯱ノ里         | 1    | 1    |
| 新海   | 0    | 1    | 信州山         | 0    | 1    | 神東山       | 3    | 6    | 駿河海         | 0    | 1    |
| 大邱山 | 2    | 3    | 武ノ里         | 1    | 0    | 楯甲         | 0    | 1    | 千代ノ山       | 0    | 1(1) |
| 筑波嶺 | 1    | 0    | 照國           | 0    | 5    | 出羽ノ花     | 2    | 0    | 出羽湊         | 3    | 5    |
| 十三錦 | 0    | 1    | 豊嶋           | 1    | 4    | 名寄岩       | 0    | 1    | 羽黒山         | 1    | 0    |
| 羽嶋山 | 1    | 1    | 幡瀬川         | 1    | 1    | 肥州山       | 0    | 7    | 備州山         | 0    | 3    |
| 広瀬川 | 2    | 0    | 藤ノ里         | 3    | 0    | 二瀬川       | 0    | 3    | 防長山         | 1    | 0    |
| 前田山 | 1    | 3    | 前ノ山(醍醐山) | 0    | 1    | 増位山       | 2    | 1    | 松ノ里         | 1    | 4    |
| 三熊山 | 1    | 0    | 男女ノ川       | 2    | 2    | 陸奥ノ里     | 1    | 2    | 八方山         | 4    | 2    |
| 倭岩   | 4    | 1    | 大和錦         | 1    | 3    | 龍王山       | 2    | 4    | 両國           | 4    | 3    |
| 和歌嶋 | 2    | 0    | 若瀬川         | 0    | 3    | 若港         | 2    | 1    |                |      |      |